# Sobek
Sobek, tudi Sebek, Sohet, Sobk in Sobki (grško starogrško Σοῦχος Sohos, latinsko Suhus) je bil staroegipčanski bog z zapleteno in  spremenljivo naravo. Povezovali so ga z nilskim ali zahodnoafriškim krokodilom in ga upodabljali kot takega ali človeka s krokodiljo glavo. Povezovali so ga tudi s faraonsko močjo, plodnostjo in hrabrostjo, vendar je služil kot zaščitniško božanstvo z  nadčloveškimi lastnostmi. Ščitil je predvsem pred nevarnostmi, ki so pretile iz Nila. 

## Zgodovina
Sobek je bil v staroegipčanskem panteonu prisoten že v Starem kraljestvu (okoli 2686-2181 pr. n. št.)  in se obdržal do rimskega obdobja Egipta (okoli 30 pr. n. št.-350 pr. n. št.). Prvič je bil omenjen v več piramidnih besedilih iz Starega kraljestva, zlasti v uroku PT 317,  ki poveličuje faraona kot utelešenje boga-krokodila in se bere: 
Unis je Sobek, zeleno operjen, s čuječim obrazom in dvignenim čelom, sijajen, ki je prišel iz stegna in repa velike boginje v sončno svetlobo…  Unis se je pojavil kot Sobek, Neitin sin. Unis bo jedel z njegovimi usti, uriniral in kopuliral z njegovim penisom. Unis je gospodar semena, ki jemlje ženske njihovim možem, da bi ustregle poželenju njegovega srca.
Izvor Sobekovega imena Sbk je sporen, večina egiptologov pa je prepričana, da izhaja iz glagola oploditi.
Četudi so Sobeka častili že v Starem kraljestvu, je pravo  veljavo dobil  šele v Srednjem kraljestvu (okoli 2055-1650 pr. n. št.) zlasti med vladanjem Amenemheta III. iz Dvanajste dinastije. S Sobekom je bil še posebej povezan Faijum. Amenemhet III. in drugo dinasti iz tega obdobja so Sobeku zgradili več svetišč, pogosto prav v Faijumu. V tem obdobju je Sobek doživel več pomembnih sprememb: zlil se je bogom nebeškega kraljestva s sokoljo glavo Horom, s čimer se je še bolj povezal z egipčanskimi vladarji in dobil v egipčanskem panteonu še bolj ugledno mesto. Z zlivanjem je njegova narava postala še bolj kompleksna, ker je vstopil v triado Hora in njegovih staršev Ozirisa in Izide.
Sobek je zaradi svoje povezave s Horom dobil vlogo sončnega božanstva. Kasneje se je z njegovim zlivanjem z glavnim sončnim bogom Rajem v božanstvo Sobek-Ra njegova vloga še okrepila. Sobek-Hor se je obdržal do Novega kraljestva (1550–1069 pr. n. št.), največji ugled pa je imel v zadnjih egipčanskih dinastijah. Takšno razumevanje boga se je obdržalo do padca zadnje domorodne egipčanske dinastije pred grškim in rimskim obdobjem Egipta (okoli 332 pr. n. št.-390 n. št.).

## Kultna središča
Sobekovo kultno središče je bila cela Faijumska regija – Dežela jezera, približno 100 km jugozahodno od Kaira. Večine faijumskih mest je imela lokalne različke boga Sobeka:  v Tebtunisu   Soknebtunisa, v Bakiasu Sokonnokonija in v neznanem kraju Sukseja. V Karanisu so častili dve obliki boga: Pneferosa in Petsuhosa. Za kultne podobe Petsuhosa so uporabljali mumificirane krokodile.
Sobek Šedeti, zavetnik faijumskega glavnega mesta Krokodilopolis (egipčansko Šedet), je  bil najbolj prominentna oblika boga. V Šedetu so Sobeku v čast  zgradili več zgradb, zato je mesto postalo najpomembnejše mesto v Arsinojskem nomu.  Domneva se, da je prvo širitev Sobekovega glavnega templja spodbudil Ptolemaj II. Filadelf (vladal 288-246 pr. n. št.).  V glavnem templju v Šedetu so posebni svečeniki, imenovani »preroki krokodiljega boga«, služili samo njemu. Samo oni so v Deželi jezera  tudi pokopavali mumificitrana trupla krokodilov-bogov.
Drugo pomembno Sobekovo kultno središče je bil Kom Ombo v južnem Egiptu približno 50  km severno od Asuana. Zgrajen je bil v grško-rimskem obdobju.    Sobekov tempelj se je imenoval Per-Sobek ali Sobekova hiša. 

## Galerija
- Skrinja iz rimskega obdobja Egipta s podobo faraona med darovanjem bogu Sobeku;  Walters Art Museum, Baltimore
- Sobek v  svojo krokodilji obliki, Dvanajsta dinastija, Staatliches Museum Ägyptischer Kunst, München
- Amenhotep III. s Sobek-Horom, Muzej Luksor
- Mumificirani krokodili različnih starosti, Muzej krokodilov, Asuan
- Mumificirani krokodili, Muzej krokodilov, Asuan
- Sobek s sončnimi atributi na reliefu iz Kom Omba
- Glava krokodila iz temno modrega stekla je služila kot intarzija, Walters Art Museum, Baltimore